# Multiair

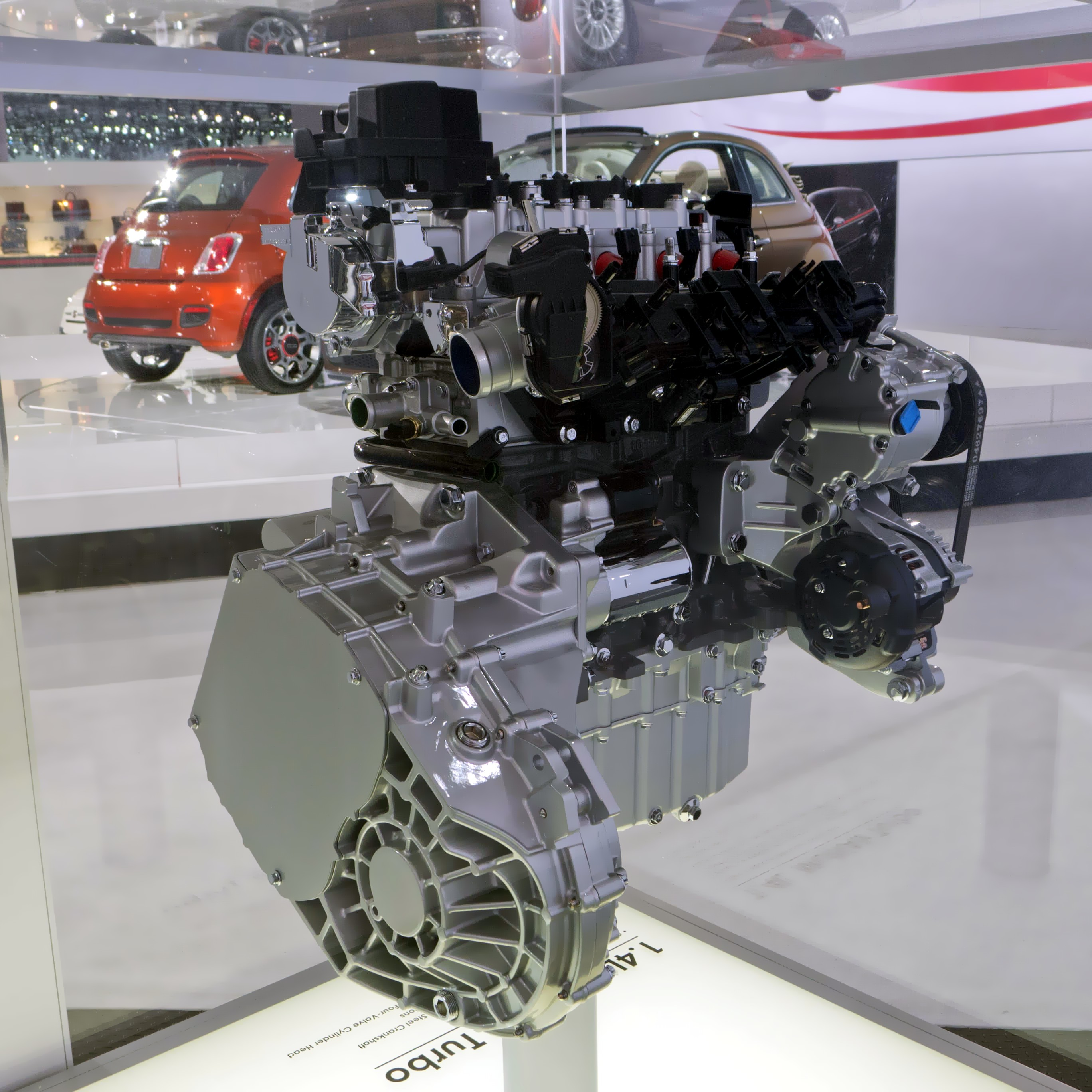
Fiat-Motor Multiair 1.4 l Turbo

MultiAir ist eine Bezeichnung von Fiat für ein elektrohydraulisches Steuersystem zur flexiblen Einlassventilsteuerung in Ottomotoren. Das System wurde von Fiat Powertrain Technologies zusammen mit der Schaeffler-Gruppe entwickelt und wird von Schaeffler produziert. Das UniAir valve control system debütierte im Jahr 2009 im Alfa Romeo MiTo 1.4 MultiAir.
Uniair ist die durch Forschung von Fiat entstandene grundlegende Technik, die Multiair einstweilen nur für Einlassventile einführte.

## Funktion
Im Multiair-Zylinderkopf ist eine obenliegende Nockenwelle, die die Auslassventile wie üblich mechanisch mit den Auslassnocken über Tassenstößel betätigt. Pro Zylinder gibt es auf der Nockenwelle je einen Einlassnocken. Dieser wirkt nicht unmittelbar auf die Einlassventile, sondern auf eine elektrohydraulische Übertragungseinheit, die aus einem Rollenschlepphebel und einer Hydraulik mit Geberkolben, Druckkammer, Magnetventil und Nehmerkolben an den beiden Einlassventilen besteht. Der Hub des Nockens wird durch die Ölhydraulik auf die Einlassventilschäfte übertragen. Bleibt das in der Druckkammer angeordnete Magnetventil während eines Ventilhubes geschlossen, kann kein Öl abfließen und die Ventile folgen der durch die Nockenform vorgegebenen Erhebungskurve. Wird hingegen das Magnetventil vom Motorsteuergerät geöffnet, kann ein Teil des Öls aus der Druckkammer in einen Niederdruckkreislauf entweichen; die jeweiligen Einlassventile öffnen kürzer und weniger weit als vom Nocken vorgegeben oder auch gar nicht. Das heißt sowohl der Ventilhub als auch die Zeiten von Ventilöffnung und -schließen (also die Einlass-Steuerzeit) durch die elektrische Ansteuerung des Magnetventils – in den durch die mechanische Form des Nockens vorgegebenen Grenzen – variabel gesteuert werden. Man spricht auch von einem „lost motion-System“, weil die Elektronik und Hydraulik nur den Ventilhub verringern kann, den die Nockenform vorgibt. Die Ventile werden wie gewöhnlich von Federn geschlossen. Das Niederdrucksystem füllt die Druckkammer während der anderen Takte auf und wirkt wie ein hydraulischer Ventilspielausgleich.
Wenn das Magnetventil während eines Ansaugtaktes (und damit in der Druckaufbau-Phase durch den Nocken) mehrfach geöffnet und dann wieder geschlossen wird, kann man das Einlassventil auch mehrmals – mit jeweils geringerem Hub – öffnen lassen.

## Effekte
Durch die variable Einlasssteuerung kann die Zylinderfüllung ohne eine Drosselklappe direkt geregelt werden. Die dennoch vorhandene herkömmliche Drosselklappe ist nur noch für Notlauf nach Ausfall des Systems nötig und im Regelbetrieb immer voll geöffnet. Dies verringert die Drosselverluste im Ansaugtrakt, was dem Kraftstoffverbrauch zugutekommt. Durch last- und drehzahlabhängige Anpassung der Ventilhübe und Steuerzeiten soll eine Verbesserung der Motorleistung und des Wirkungsgrades erreicht werden. Ebenso soll das Anspringen und Kaltstartverhalten des Motors verbessert werden.